# Libytheana motya
Libytheana motya is een vlinder uit de familie van de Nymphalidae, onderfamilie Libytheinae.
De wetenschappelijke naam van de soort werd gepubliceerd door Jacob Hübner in 1823.